# Burr Oak (Míchigan)
Burr Oak es una villa ubicada en el condado de St. Joseph en el estado estadounidense de Míchigan. En el Censo de 2010 tenía una población de 828 habitantes y una densidad poblacional de 318,74 personas por km².

## Geografía
Burr Oak se encuentra ubicada en las coordenadas 41°50′50″N 85°19′27″O / 41.84722, -85.32417. Según la Oficina del Censo de los Estados Unidos, Burr Oak tiene una superficie total de 2.6 km², de la cual 2.6 km² corresponden a tierra firme y (0%) 0 km² es agua.

## Demografía
Según el censo de 2010, había 828 personas residiendo en Burr Oak. La densidad de población era de 318,74 hab./km². De los 828 habitantes, Burr Oak estaba compuesto por el 96.01% blancos, el 0.48% eran afroamericanos, el 0.48% eran amerindios, el 0.72% eran asiáticos, el 0% eran isleños del Pacífico, el 0.6% eran de otras razas y el 1.69% pertenecían a dos o más razas. Del total de la población el 3.26% eran hispanos o latinos de cualquier raza.